# Christoph Blocher

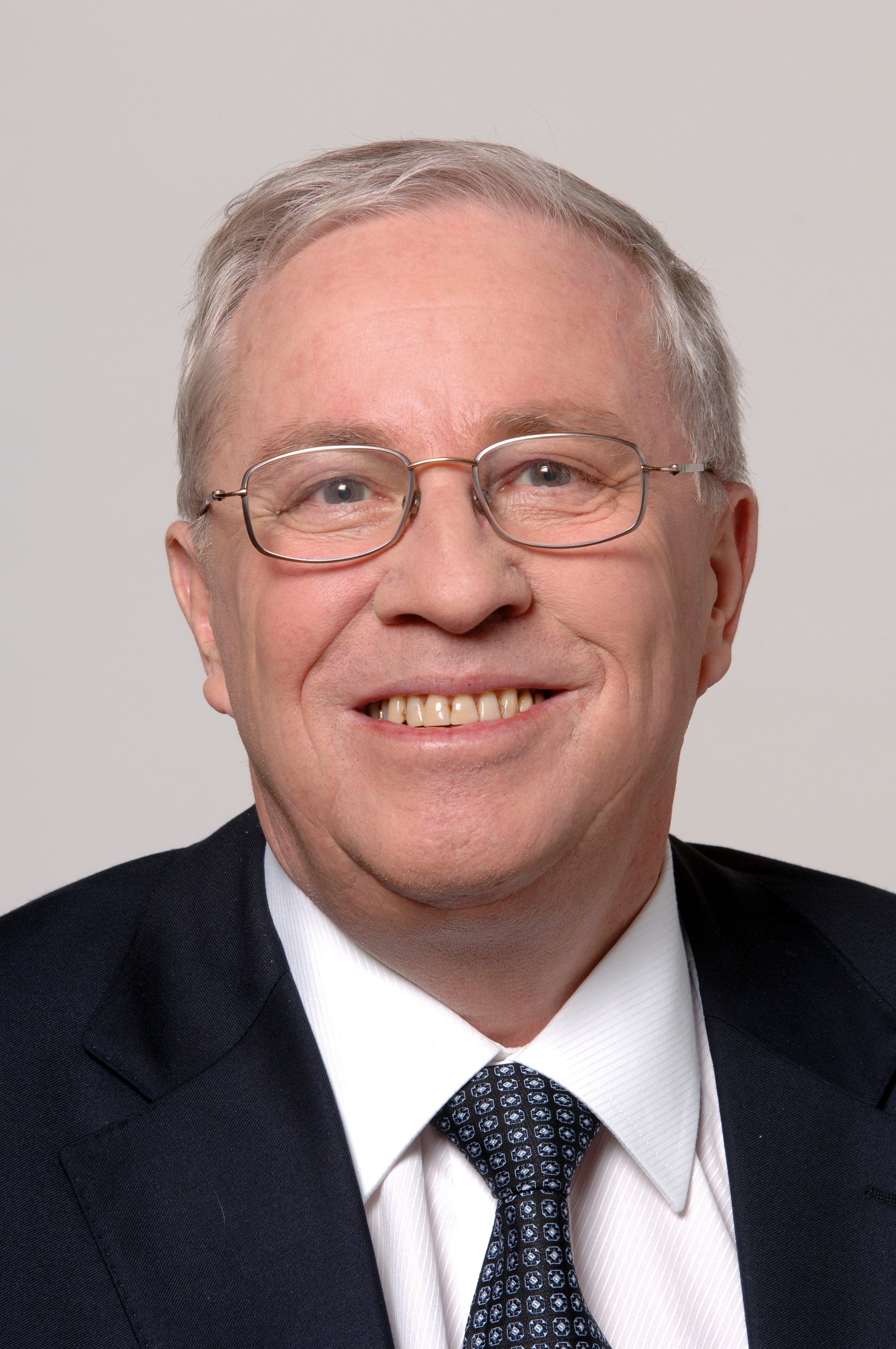
Christoph Blocher

Christoph Blocher (Schaffhausen, 11 oktober 1940) is een Zwitsers politicus en ondernemer. Hij is lid van de Zwitserse Volkspartij (SVP/UDC). Van 2004 tot 2007 was hij lid van de Bondsraad. Hij is een van de vier Bondsraadsleden die niet werden herverkozen.

## Biografie

### Nationale Raad
Bij de parlementsverkiezingen van 1979 geraakte Christoph Blocher voor het eerst verkozen in de Nationale Raad. Hij zou onafgebroken blijven zetelen tot zijn verkiezing in de Bondsraad in 2003.

### Bondsraad

#### Verkiezing in 2003
Christoph Blocher werd op 10 december 2003 verkozen tot lid van de Bondsraad, de Zwitserse federale regering. Van 1 januari 2004 tot 31 januari 2007 leidde hij het departement van Justitie en Politie.
Hij werd in de Bondsraad gekozen doordat in 2003 de zogenaamde toverformule werd veranderd op grond van de uitslag van de federale parlementsverkiezingen van 2003. Zijn partij, de SVP/UDC, verkreeg toen als grootste partij van Zwitserland een tweede zetel in de Bondsraad, ten koste van de tweede zetel van de christendemocratische CVP/PDC/PPD. De toverformule is een verdeling van de vertegenwoordiging van de vier grootste partijen in de federale regering, die tot dan toe sinds 1959 onveranderd was gebleven.
Hoewel hij geacht werd zich te houden aan het collegialiteitsprincipe, hetgeen inhoudt dat hij de standpunten van de regering dient te vertegenwoordigen, is het altijd duidelijk geweest dat hij in principe de rechtse politiek van zijn partij voorstond. Door zijn verkiezing in de regering schoof die op naar rechts, waardoor beperkingen in het asielbeleid worden besproken. Ook het lidmaatschap van Zwitserland in de EU is hierdoor minder bespreekbaar geworden.
Blocher is een controversieel figuur. Veel conservatieve Zwitsers vinden hem een oprechte Zwitser, die de Zwitserse belangen vertegenwoordigt. Het progressieve deel van Zwitserland vindt hem echter een populist. Blocher was voor zijn toetreding tot de Bondsraad een ondernemer en directeur van EMS-Chemie. Hierdoor heeft hij veel campagnes voor belangrijke referenda tegen opening van Zwitserland voor het buitenland kunnen financieren.

#### Niet-herverkiezing in 2007
Na de parlementsverkiezingen van 2007 werd Blocher op 12 december 2007 niet herkozen in de Bondsraad. In zijn plaats geraakte partijgenote Eveline Widmer-Schlumpf uit het kanton Graubünden verkozen. Blocher kijkt positief terug op zijn lidmaatschap van de Bondsraad. Naar eigen zeggen heeft hij bereikt dat taboe-thema's als asielmisbruik, misbruik van sociale verzekeringen en de invaliditeitsverzekering en jongeren- en buitenlandercriminaliteit bespreekbaar zijn gemaakt. Bovendien heeft hij aangetoond dat het leiden van een departement met bedrijfskundige methoden goed mogelijk is en heeft hij significante besparingen bereikt bij het door hem gevoerde departement. In de vier jaren van zijn ministerschap heeft hij de toename van staatsuitgaven afgeremd. Tevens heeft hij ervoor gezorgd dat toetreding tot de Europese Unie van de agenda van de Bondsraad verdween.
Een hernieuwde kandidatuur in 2008 als opvolger van Samuel Schmid mislukte ten gunste van partijgenoot Ueli Maurer.
Bij de parlementsverkiezingen van 2011 werd hij opnieuw verkozen als lid van de Nationale Raad, wat hij zou blijven tot 2014.
- Base de données des élites suisses: 50522
- Gemeinsame Normdatei: 11918785X
- Historisch woordenboek van Zwitserland: 059714
- International Standard Name Identifier: 0000 0000 2447 3022
- Library of Congress Control Number: n85297668
- Système universitaire de documentation: 119548496
- Zwitserse Bondsvergadering: 21
- Virtual International Authority File: 22945749
- WorldCat: E39PBJm4Q83bYx8QhM6g8yK68C